# صنایع بالکریشنا
صنایع بالکریشنا (انگلیسی: Balkrishna Industries) شرکت خودروسازی هندی است، که در سال ۱۹۸۷ تأسیس شد.